# Platylabus pseudhistrio
Platylabus pseudhistrio är en stekelart som beskrevs av Heinrich 1962. Platylabus pseudhistrio ingår i släktet Platylabus och familjen brokparasitsteklar. Inga underarter finns listade i Catalogue of Life.